# TSG 엔터테인먼트
TSG 엔터테인먼트(TSG Entertainment)는 기본 자금을 바탕으로 실사영화에 투자하는 20세기 폭스의 투자 배급사로, 2012년, 전 투자회사인 랫팩-듄 엔터테인먼트가 그들만의 부모 가이드를 끝으로 더 이상 재계약하지 않음에 따라서 새롭게 설립되었다. 로고는 호머가 지은 오디세우스를 모티브로 만든 소설 오디세이를 형상화한 것으로, 활을 쏘는 사람의 얼굴을 몇개의 도끼 머리로 쏘아올린 것을 묘사했다.

## 주요 작품 목록
| 연도 | 제목                                    | 담당                         | 배급사                                                        |
| ---- | --------------------------------------- | ---------------------------- | ------------------------------------------------------------- |
| 2012 | 왓치                                    | Made In Association With     | 20세기 폭스                                                   |
| 2012 | 루비 스팍스                             | Made In Association With     | 폭스 서치라이트 픽처스                                        |
| 2012 | 다이어리 오브 어 윔피 키드: 도그 데이즈 | Produced In Association With | 20세기 폭스                                                   |
| 2012 | 테이큰 2                                | Made In Association With     | 20세기 폭스                                                   |
| 2012 | 세션: 이 남자가 사랑하는 법             | Made In Association With     | 폭스 서치라이트 픽처스                                        |
| 2012 | 체이싱 매버릭                           | Produced In Association With | 20세기 폭스                                                   |
| 2012 | 링컨                                    | Made In Association With     | 20세기 폭스                                                   |
| 2012 | 히치콕                                  | Made In Association With     | 폭스 서치라이트 픽처스                                        |
| 2012 | 라이프 오브 파이                        | In Association With          | 20세기 폭스                                                   |
| 2012 | 그들만의 부모 가이드                    | Produced In Association With | 20세기 폭스                                                   |
| 2013 | 더 이스트                               | Made In Association with     | 폭스 서치라이트 픽처스                                        |
| 2013 | 다이하드: 굿 데이 투 다이               | In Association with          | 20세기 폭스                                                   |
| 2013 | 트랜스                                  | Made In Association with     | 폭스 서치라이트 픽처스                                        |
| 2013 | 히트                                    | Made In Association with     | 20세기 폭스                                                   |
| 2013 | 더 웨이, 웨이 백                        | copyright holder             | 폭스 서치라이트 픽처스                                        |
| 2013 | 더 울버린                               | Made In Association with     | 20세기 폭스                                                   |
| 2013 | 퍼시 잭슨과 괴물의 바다                 | In Association with          | 20세기 폭스                                                   |
| 2013 | 이너프 세드                             | Made In Association with     | 폭스 서치라이트 픽처스                                        |
| 2013 | 웨딩 플라이트                           | Made In Association with     | 폭스 서치라이트 픽처스                                        |
| 2013 | 카운슬러                                | Made In Association with     | 20세기 폭스                                                   |
| 2013 | 책도둑                                  | Made In Association with     | 20세기 폭스                                                   |
| 2013 | 다이노소어 어드벤처 3D                  | Made In Association with     | 20세기 폭스                                                   |
| 2013 | 월터의 상상은 현실이 된다               | In Association with          | 20세기 폭스                                                   |
| 2014 | 악마의 탄생                             | Made In Association with     | 20세기 폭스                                                   |
| 2014 | 모뉴먼츠 맨: 세기의 작전                | Made In Association with     | 20세기 폭스                                                   |
| 2014 | 선 오브 갓                              | Made In Association with     | 20세기 폭스                                                   |
| 2014 | 그랜드 부다페스트 호텔                  | Made In Association with     | 폭스 서치라이트 픽처스                                        |
| 2014 | 아더 우먼                               | Made In Association with     | 20세기 폭스                                                   |
| 2014 | 벨                                      | Made In Association with     | 폭스 서치라이트 픽처스                                        |
| 2014 | 엑스맨: 데이즈 오브 퓨처 패스트         | In Association with          | 20세기 폭스                                                   |
| 2014 | 안녕, 헤이즐                            | Made In Association with     | 20세기 폭스                                                   |
| 2014 | 혹성탈출: 반격의 서막                   | In Association with          | 20세기 폭스                                                   |
| 2014 | 렛츠 비 캅스                            | Made In Association with     | 20세기 폭스                                                   |
| 2014 | 더 드롭                                 | Made In Association with     | 폭스 서치라이트 픽처스                                        |
| 2014 | 메이즈 러너                             | Made In Association with     | 20세기 폭스                                                   |
| 2014 | 나를 찾아줘                             | Made In Association with     | 20세기 폭스                                                   |
| 2014 | 버드맨                                  | Made In Association with     | 폭스 서치라이트 픽처스                                        |
| 2014 | 와일드                                  | In Association with          | 폭스 서치라이트 픽처스                                        |
| 2014 | 엑소더스: 신들과 왕들                   | In Association with          | 20세기 폭스                                                   |
| 2014 | 박물관이 살아있다: 비밀의 무덤          | In Association with          | 20세기 폭스                                                   |
| 2015 | 테이큰 3                                | In Association with          | 20세기 폭스                                                   |
| 2015 | 킹스맨: 시크릿 에이전트                 | Made In Association with     | 20세기 폭스                                                   |
| 2015 | 언피니시드 비즈니스                     | Made In Association with     | 20세기 폭스                                                   |
| 2015 | 베스트 엑조틱 메리골드 호텔 2           | Made In Association with     | 폭스 서치라이트 픽처스                                        |
| 2015 | 더 롱기스트 라이드                      | Made In Association with     | 20세기 폭스                                                   |
| 2015 | 성난 군중으로부터 멀리                  | Made In Association with     | 폭스 서치라이트 픽처스                                        |
| 2015 | 폴터가이스트                            | Made In Association with     | 20세기 폭스                                                   |
| 2015 | 스파이                                  | Made In Association with     | 20세기 폭스                                                   |
| 2015 | 페이퍼 타운                             | Made In Association with     | 20세기 폭스                                                   |
| 2015 | 판타스틱 4                              | In Association with          | 20세기 폭스                                                   |
| 2015 | 히트맨: 에이전트 47                     | Made In Association with     | 20세기 폭스                                                   |
| 2015 | 마션                                    | In Association with          | 20세기 폭스                                                   |
| 2015 | 스파이 브릿지                           | In Association with          | 20세기 폭스                                                   |
| 2015 | 빅터 프랑켄슈타인                       | Made In Association with     | 20세기 폭스                                                   |
| 2015 | 앨빈과 슈퍼밴드: 악동 어드벤처          | Made In Association with     | 20세기 폭스                                                   |
| 2015 | 조이                                    | Made In Association with     | 20세기 폭스                                                   |
| 2016 | 데드풀                                  | Made In Association with     | 20세기 폭스                                                   |
| 2016 | 독수리 에디                             | Made In Association with     | 20세기 폭스                                                   |
| 2016 | 아더 사이드 오브 도어                   | Made In Association with     | 20세기 폭스                                                   |
| 2016 | 엑스맨: 아포칼립스                      | In Association with          | 20세기 폭스                                                   |
| 2016 | 인디펜던스 데이: 리써전스               | In Association with          | 20세기 폭스                                                   |
| 2016 | 마이크와 데이브는 데이트 상대가 필요해  | In Association with          | 20세기 폭스                                                   |
| 2016 | 앱솔루틀리 패뷸러스: 더 무비            | Made In Association with     | 폭스 서치라이트 픽처스                                        |
| 2016 | 모건                                    | Made In Association with     | 20세기 폭스                                                   |
| 2016 | 국가의 탄생                             | Made In Association with     | 폭스 서치라이트 픽처스                                        |
| 2016 | 미스 페레그린과 이상한 아이들의 집      | In Association with          | 20세기 폭스                                                   |
| 2016 | 이웃집 스파이                           | Made In Association with     | 20세기 폭스                                                   |
| 2016 | 와이 힘?                                | Made In Association with     | 20세기 폭스                                                   |
| 2016 | 히든 피겨스                             | Made In Association with     | 20세기 폭스                                                   |
| 2017 | 로건                                    | In Association with          | 20세기 폭스                                                   |
| 2017 | 어메이징 메리                           | In Association with          | 폭스 서치라이트 픽처스                                        |
| 2017 | 스내치드                                | Made In Association with     | 20세기 폭스                                                   |
| 2017 | 윔피키드: 가족 여행의 법칙              | Made In Association with     | 20세기 폭스                                                   |
| 2017 | 에이리언: 커버넌트                      | In Association with          | 20세기 폭스                                                   |
| 2017 | 나의 사촌 레이첼                        | Made In Association with     | 폭스 서치라이트 픽처스                                        |
| 2017 | 혹성탈출: 종의 전쟁                     | In Association with          | 20세기 폭스                                                   |
| 2017 | 패티 케이크$                            | Made In Association with     | 폭스 서치라이트 픽처스                                        |
| 2017 | 킹스맨: 골든 서클                       | Made In Association with     | 20세기 폭스                                                   |
| 2017 | 빌리 진 킹: 세기의 대결                 | In Association with          | 폭스 서치라이트 픽처스                                        |
| 2017 | 우리 사이의 거대한 산                   | Made In Association with     | 20세기 폭스                                                   |
| 2017 | 굿바이 크리스토퍼 로빈                  | In Association with          | 폭스 서치라이트 픽처스                                        |
| 2017 | 오리엔트 특급 살인                      | Made In Association with     | 20세기 폭스                                                   |
| 2017 | 쓰리 빌보드                             | Made In Association with     | 폭스 서치라이트 픽처스                                        |
| 2017 | 셰이프 오브 워터: 사랑의 모양           | In Association with          | 폭스 서치라이트 픽처스                                        |
| 2017 | 위대한 쇼맨                             | In Association with          | 20세기 폭스                                                   |
| 2017 | 더 포스트                               | In Association with          | 20세기 폭스                                                   |
| 2018 | 메이즈 러너: 데스 큐어                  | Made In Association with     | 20세기 폭스                                                   |
| 2018 | 레드 스패로                             | In Association with          | 20세기 폭스                                                   |
| 2018 | 러브, 사이먼                            | Made In Association with     | 20세기 폭스                                                   |
| 2018 | 데드풀 2                                | Made In Association with     | 20세기 폭스                                                   |
| 2018 | 다키스트 마인드                         | Made In Association with     | 20세기 폭스                                                   |
| 2018 | 더 프레데터                             | In Association with          | 20세기 폭스                                                   |
| 2018 | 미스터 스마일                           | Made In Association with     | 폭스 서치라이트 픽처스 (North America)                        |
| 2018 | 배드 타임즈: 엘 로얄에서 생긴 일        | In Association with          | 20세기 폭스                                                   |
| 2018 | 더 헤이트 유 기브                       | Made In Association with     | 20세기 폭스                                                   |
| 2018 | 캔 유 에버 포기브 미?                   | In Association with          | 폭스 서치라이트 픽처스                                        |
| 2018 | 보헤미안 랩소디                         | Made In Association with     | 20세기 폭스                                                   |
| 2018 | 위도우즈                                | Made In Association with     | 20세기 폭스                                                   |
| 2018 | 더 페이버릿: 여왕의 여자                | In Association with          | 폭스 서치라이트 픽처스                                        |
| 2019 | 왕이 될 아이                            | In Association with          | 20세기 폭스                                                   |
| 2019 | 알리타: 배틀 엔젤                       | In Association with          | 20세기 폭스                                                   |
| 2019 | 애프터 워                               | Made In Association with     | 폭스 서치라이트 픽처스                                        |
| 2019 | 기적의 소년                             | Made In Association with     | 20세기 폭스                                                   |
| 2019 | 톨킨                                    | In Association with          | 폭스 서치라이트 픽처스                                        |
| 2019 | 엑스맨: 다크 피닉스                     | In Association with          | 20세기 폭스                                                   |
| 2019 | 스투버                                  | Made In Association with     | 20세기 폭스                                                   |
| 2019 | 레이싱 인 더 레인                       | Made In Association with     | 20세기 폭스                                                   |
| 2019 | 레디 오어 낫                            | Made In Association with     | 폭스 서치라이트 픽처스                                        |
| 2019 | 애드 아스트라                           | Made In Association with     | 20세기 폭스                                                   |
| 2019 | 루시 인 더 스카이                       | In Association with          | 폭스 서치라이트 픽처스                                        |
| 2019 | 조조 래빗                               | In Association with          | 폭스 서치라이트 픽처스                                        |
| 2019 | 터미네이터: 다크 페이트                 | In Association with          | 20세기 폭스 (International) 파라마운트 픽쳐스 (North America) |
| 2019 | 포드 v 페라리                           | In Association with          | 20세기 폭스                                                   |
| 2020 | 언더워터                                | In Association with          | 20세기 폭스                                                   |
| 2020 | 웬디                                    | In Association with          | 폭스 서치라이트 픽처스                                        |
| 2020 | 콜 오브 와일드                          | In Association with          | 20세기 스튜디오                                               |
| 2020 | 뉴 뮤턴트                               | Made In Association with     | 20세기 스튜디오                                               |
| 2021 | 우먼 인 윈도                            | Made In Association with     | 20세기 스튜디오                                               |
| 2021 | 프리 가이                               | Made In Association with     | 20세기 스튜디오                                               |
| 2021 | 라스트 듀얼: 최후의 결투                | Made In Association with     | 20세기 스튜디오                                               |
| 2021 | 고장난 론                               | In Association with          | 20세기 스튜디오                                               |
| 2021 | 프렌치 디스패치                         | Development Funds Provied    | 서치라이트 픽처스                                             |
| 2021 | 나이트메어 앨리                         | In Association with          | 서치라이트 픽처스                                             |
| 2021 | 웨스트 사이드 스토리                    | Made In Association with     | 20세기 스튜디오                                               |
| 2021 | 킹스맨: 퍼스트 에이전트                 | Made In Association with     | 20세기 스튜디오                                               |
| 2022 | 나일 강의 죽음                          | Made In Association with     | 20세기 스튜디오                                               |
| 2022 | 가재가 노래하는 곳                      | Made In Association with     | 콜럼비아 픽처스                                               |
| 2022 | 더 인비테이션                           | Made In Association with     | 스크린 젬스                                                   |
| 2022 | 더 우먼 킹                              | In Association with          | 트라이스타 픽처스                                             |
| 2022 | 씨 하우 데이 런                         | In Association with          | 서치라이트 픽처스                                             |
| 2022 | 라일, 라일, 크로커다일                  | Made In Association with     | 콜럼비아 픽처스                                               |
| 2022 | 이니셰린의 밴시                         | Made In Association with     | 서치라이트 픽처스                                             |
| 2022 | 더 메뉴                                 | Made In Association with     | 서치라이트 픽처스                                             |
| 2022 | 엠파이어 오브 라이트                    | In Association with          | 서치라이트 픽처스                                             |
| 2022 | 아바타: 물의 길                         | In Association with          | 20세기 스튜디오                                               |
| 2022 | 아이 워너 댄스 위드 썸바디              | In Association with          | 트라이스타 픽처스                                             |
| 2022 | 어 맨 콜드 오토                         | Made In Association with     | 콜럼비아 픽처스                                               |

## 같이 보기
- 20세기 폭스